# (1832) Mrkos
(1832) Mrkos ist ein Asteroid des äußeren Hauptgürtels, der am 11. August 1969 von der russischen Astronomin L. I. Tschernych am Krim-Observatorium in Nautschnyj entdeckt wurde.
Der Asteroid gehört zur Ursula-Familie, einer mehrere Milliarden Jahre alten Asteroidenfamilie, die nach dem Asteroiden (375) Ursula benannt wurde.
Der Himmelskörper ist nach dem tschechischen Astronomen Antonín Mrkos benannt.